# 君のいる星
「君のいる星」（きみのいるほし）は、中西圭三の7枚目のシングル。6枚目のシングル「あの空を忘れない」と同日発売された。

## タイアップ
「君のいる星」はNHK「救え!かけがえのない星」イメージソング。

## 収録曲
全曲　作詞：売野雅勇／作曲：中西圭三／編曲：小林信吾
1. 君のいる星
2. Love Song （Hollywood Version）